# Horrea Epagathiana et Epaphrodithiana
L'Horrea Epagathiana et Epaphrodithiana (I, VIII, 3) era un magazzino pubblico annonario generalmente inteso come granaio, ma che poteva essere utilizzato anche per altri merci, che si trovava nella Regio I della città romana di Ostia.

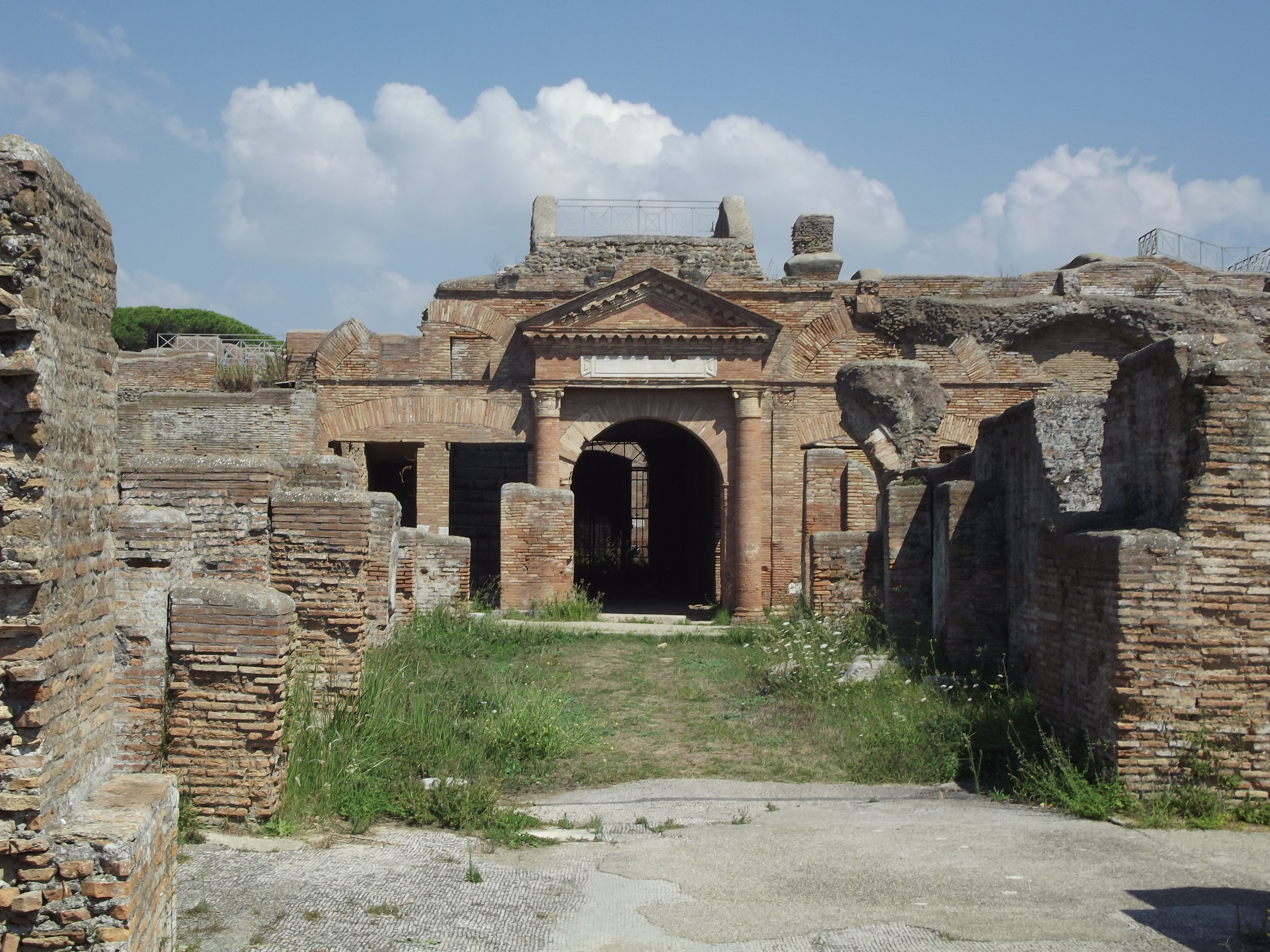
L'ingresso

## Descrizione
L'edificio confina con il decumano massimo a sud, l'omonima via ad ovest, dove si trova l'ingresso con l'iscrizione che ha dato il nome all’edificio, un altro Horrea (I,VIII,2) a nord, e il cosiddetto Piccolo Mercato (I,VIII,1) ad est. L'iscrizione riporta il nome dei proprietari, Epagathiana e Epaphrodithiana, probabilmente due liberti di origine greca.
Fu indagato una prima volta durante gli scavi ostiensi del 1922-23, ed una seconda volta nel 1938 sotto la direzione di Giovanni Becatti, in vista dell'inaugurazione dell'Esposizione Universale di Roma  prevista per il 1942.
Il magazzino si sviluppa intorno a un grande cortile porticato, sul quale si aprivano sedici locali, il più grande dei quali (al centro del lato orientale) probabilmente veniva utilizzato come ufficio, mentre tutti gli altri per il deposito del grano o delle merci. Sul lato meridionale dell'edificio sono visibili resti dell'antico castrum repubblicano.
Il cortile interno è quadrato, circondato da un portico con pilastri in mattoni; su tutti e quattro i lati del cortile ci sono stanze di dimensioni variabili, coperte da volte a crociera, tutte dotate di vespai per contrastare l'umidità. Sul pavimento del cortile c'è un mosaico bianco e nero con meandri, una svastica, una pantera all'estremità occidentale - che poggia con una zampa su quella che sembra essere parte di una preda - e una tigre all'estremità orientale. La pantera doveva essere vista dall'ingresso, la tigre dall'"ufficio".
Sul lato occidentale c'è una fila di 4 negozi non collegati tra loro, con accesso dalla via Horrea Epagathiana; nel negozio più a nord ci sono i resti di una nicchia di culto, che aveva una facciata a edicola. Nella parte nord-occidentale e sud-occidentale dell'edificio ci sono delle scale che davano l'accesso al piano superiore, dove la disposizione delle stanze era simile a quella del piano terra.
I numerosi dispositivi di chiusura suggeriscono che qui venivano immagazzinati beni di valore. Un sentiero identificabile dalle piccole pietre di travertino nei muri conduce dalla banchina del Tevere a questo edificio, è quindi ipotizzabile che i privati che arrivavano a Ostia in nave andassero in questo magazzino per affittare uno spazio dove immagazzinare beni di valore.